# Sielsowiet Łań
Sielsowiet Łań (biał. Ланскі сельсавет, Łanski sielsawiet; ros. Ланский сельсовет) – sielsowiet na Białorusi, w obwodzie mińskim, w rejonie nieświeskim, z siedzibą w Łani.

## Demografia
Według spisu z 2009 sielsowiety Łań i Leonowicze zamieszkiwało 3138 osób, w tym 2890 Białorusinów (92,10%), 112 Rosjan (3,57%), 98 Polaków (3,12%), 16 Ukraińców (0,51%), 9 Ormian (0,29%), 10 osób innych narodowości i 3 osoby, które nie podały żadnej narodowości.
Do 2019 liczba ludności spadła do 2505 osób. Największymi miejscowościami były wówczas Łań (754 mieszkańców), Sołtanowszczyzna (361 mieszkańców), Leonowicze (327 mieszkańców) i Osmołowo (264 mieszkańców). Liczba ludności żadnej z pozostałych miejscowości nie przekraczała 122 osób.

## Geografia i transport
Sielsowiet geograficznie położony jest na Grzędzie Kopylskiej, a historycznie na Nowogródczyźnie, w południowo-wschodniej części rejonu nieświeskiego. Największymi rzekami są Łań i Cepra, które mają tutaj swoje źródła.
Przez sielsowiet przebiegają drogi republikańskie R12 i R107.

## Historia
Sielsowiety Łań i Leonowicze powstały w 1940 na okupowanych przez Związek Sowiecki terenach II Rzeczypospolitej.
Wschodnia granica sielsowietu, będąca jednocześnie granicą rejonu nieświeskiego, pokrywa się z przebiegiem polsko-sowieckiej granicy państwowej w latach 1921-1945.
28 maja 2013 do sielsowietu Łań przyłączono w całości, liczący 12 miejscowości, likwidowany sielsowiet Leonowicze.

## Miejscowości
- agromiasteczka:
  - Łań
  - Sołtanowszczyzna
- wsie:

| - - Bychowszczyzna Mała - Bychowszczyzna Wielka - Cekowszczyzna - Chrypkowo - Czanowicze - Dubiejki - Dziemidowicze - Grzybowszczyzna | - - Habruny - Iwanowo - Kaczanowicze - Kirkorowszczyzna - Kosmowicze - Lachy - Leonowicze - Lisuny | - - Łozowicze - Mickiewicze - Myśliwa - Osmołowo - Pleszewicze - Pukielewszczyzna - Smolicze |